# Стыргел
Стыргел (болг. Стъргел) — село в Болгарии. Находится в Софийской области, входит в общину Горна-Малина. Население составляет 324 человека (2022).

## Политическая ситуация
В местном кметстве Стыргел, в состав которого входит Стыргел, должность кмета (старосты) исполняет Гена Стоянова Делчева (Болгарская социал-демократия (БСД)) по результатам выборов правления кметства.
Кмет (мэр) общины Горна-Малина — Емил Христов Найденов Болгарская социалистическая партия (БСП) по результатам выборов в правление общины.